# Charlestown (Rhode Island)
Charlestown – miasto w Stanach Zjednoczonych, w stanie Rhode Island, w hrabstwie Washington.